# Sarcohyla toyota
A Sarcohyla toyota a kétéltűek (Amphibia) osztályának békák (Anura) rendjébe és a levelibéka-félék (Hylidae) családjába, azon belül a Hylinae alcsaládba tartozó faj.

## Előfordulása
A faj Mexikó endemikus faja. Guerrero szövetségi államban, 1975–2185 m-es tengerszint feletti magasságban fekvő köderdőben honos.